# 1395 en santé et médecine
| Années de la santé et de la médecine : 1392 - 1393 - 1394 - 1395 - 1396 - 1397 - 1398    |
| Décennies de la santé et de la médecine : 1360 - 1370 - 1380 - 1390 - 1400 - 1410 - 1420 |

Cet article présente les faits marquants de l'année 1395 en santé et médecine.

## Événements
- 2 août : fondation du Hofje van Bakenes (« hospice de Bakenes »), à Haarlem, conformément aux dispositions testamentaires de Dirck van Bakenes, riche marchand de la ville[1].
- L'amiral Domenico d’Allemagna fait construire pour les  frères hospitaliers de Saint-Jean l'hospice Sainte-Catherine de Rhodes, destiné à l'accueil de « tous les pèlerins qui vont et viennent de Jérusalem et autres lieux saints outre-mer, pourvu qu’ils soient nobles[2] ».
- Fondation d'un hôpital à Biecz en Pologne, doté par la reine Hedwige et par des commerçants du lieu[3].
- Selon le premier inventaire conservé, la bibliothèque de la faculté de médecine de Paris comporte treize manuscrits, dont elle ne détient plus aucun[4].
- Régnault Fréron, Premier médecin du roi Charles VI depuis 1387, est chassé de la cour pour n'avoir pu contrôler un nouvel accès de folie de son patient[5].
- Enguerrand, chirurgien de Charles VI, et Fasse de Saint-Séverin, chirurgien de Valentine Visconti, duchesse de Touraine puis d'Orléans, sont envoyés à « Jean sans Peur, alors comte de Nevers, qui avait l'épaule rompue[6] ».
- 1395-1398 : le grand hôpital ou hôpital des bourgeois de Strasbourg, ayant été déplacé hors les murs après l'épidémie de 1316, puis rasé en 1392 à l'occasion d'une guerre entre la ville et son évêque Frédéric II, est reconstruit dans l'enceinte de la ville, à l'emplacement qu'occupe aujourd'hui l'hôpital civil[7].

## Décès
- Jean de Granville (né à une date inconnue), médecin accusé d'avoir empoisonné le comte Rouge pourtant très vraisemblablement mort du tétanos[8].